# Грознатовци
Грознатовци (серб. и болг. Грознатовци) — населённый пункт в общине Сурдулица Пчиньского округа Сербии.

## Население
Согласно переписи населения 2002 года, в селе проживало 40 человек (32 болгарина, 5 югославов и 3 серба).
| Численность населения | Численность населения | Численность населения | Численность населения | Численность населения | Численность населения | Численность населения | Численность населения |
| 1948                  | 1953                  | 1961                  | 1971                  | 1981                  | 1991                  | 2002                  | 2011                  |
| --------------------- | --------------------- | --------------------- | --------------------- | --------------------- | --------------------- | --------------------- | --------------------- |
| 273                   | 245                   | 176                   | 125                   | 79                    | 58                    | 40                    | 21                    |